# کربن کیو
کربن کیو دگرشکلی از کربن که در سال ۲۰۱۵ کشف گردیده است.  این ترکیب  فرومغناطیس است، هادی جریان الکتریکی می‌باشد. تولید این ترکیب نسبتاً ارزان است و برخی از گزارش های صورت پذیرفته نشان می‌دهند که این ترکیب حتی از الماس سخت‌تر می‌باشد و در نتیجه جایگزین مناسبی برای آن محسوب می‌گردد.